# Lubos Sluka
Lubos Sluka född 13 september 1928 i Opocno Böhmen, är en tjeckisk kompositör.

## Filmmusik
- 1962 - O nejbohatsím vrabci na svete

## Fotnoter
1. ↑  filmportal.de, Filmportal-ID: 5080bc1a52844712acd36dfbab547747, läst: 9 oktober 2017.[källa från Wikidata]
2. 1 2  Tjeckiska nationalbibliotekets databas, NKC-ID: jn20000710545, läst: 23 november 2019.[källa från Wikidata]
3. ↑  Archive of Fine Arts, abART person-ID: 33989.[källa från Wikidata]
4. 1 2 3  Archive of Fine Arts, abART person-ID: 33989, läst: 1 april 2021.[källa från Wikidata]
5. ↑  Hradec Královés forskningsbiblioteks regionala databas, läs online, läst: 2 maj 2024.[källa från Wikidata]